# لويس إي. بلات
لويس إي. بلات (بالإنجليزية: Lewis E. Platt)‏ هو مدير أمريكي، ولد في 11 أبريل 1941 في جانسون سيتي في الولايات المتحدة، وتوفي في 8 سبتمبر 2005 في بيتالوما في الولايات المتحدة بسبب أم الدم داخل القحف.

## وصلات خارجية
- لويس إي. بلات على موقع مونزينجر (الألمانية)
- لويس إي. بلات على موقع إن إن دي بي (الإنجليزية)